# Bassin de Pampelune
Le bassin de Pampelune,, (officiellement en espagnol : Cuenca de Pamplona, en basque : Iruñerria) est une comarque de la mérindade de Pampelune, dans la communauté forale de Navarre dans le Nord de l'Espagne. Elle est délimitée sur des critères strictement physiques et englobe sa capitale, Pampelune, ainsi que sa banlieue. Elle consiste en une grande vallée ovoïde - "la cuenca", i.e., le bassin - créée et profilée par la rivière Arga et ses affluents, parmi lesquels l'Ultzama, l'Elorz et l'Arakil.
Au sein de ce bassin vivent deux espaces humains bien distincts : l'aire urbaine de Pampelune avec une population dense et compacte, et la périphérie rurale. La colonisation de cette périphérie a suivi le modèle d'expansion urbaine de la tache d'huile ou au travers de la création de satellites résidentiels et industriels.

## Le «noyau» du bassin
C'est la partie centrale, urbanisée, densément construite et peuplée. Contenue totalement dans l'aire métropolitaine de Pampelune, elle intègre les municipalités de : Pampelune,  Villava,  Huarte, Burlada, Barañáin, Ansoáin, Orkoien, Cendea de Olza, Zizur Mayor, Cendea de Cizur, Galar, Beriáin, Noain, Vallée d'Aranguren et Vallée d'Egüés.

## La périphérie
Il existe un ensemble de vallées et cendeas qui bordent le noyau depuis le nord jusqu'à l'ouest, en donnant à la comarque une forme asymétrique, manifestement développée en direction du nord-ouest. Cet ensemble est constitué de : Vallée d'Ollo, Iza, Vallée de Gulina, Vallée de Juslapeña, Ezcabarte, Oláibar, Tiebas-Muruarte de Reta, Val d'Echauri, Ciriza,  Vidaurreta, Echarri, et Belascoáin. Seul Ezcabarte appartient au secteur métropolitain. Ce sont des noyaux purement ruraux, cependant beaucoup disposent de petites urbanisations et font valoir des résidences secondaires.

## Organe de gestion
Il existe un organisme supramunicipal, la mancommunauté de la Comarque de Pampelune, qui gère conjointement pour les communes membres : la distribution de l'eau, le ramassage des ordures et le Transport urbain comarcal (TUC). Celui-ci intègre de nombreuses municipalités qui n'appartiennent pas à la Cuenca de Pampelune du point de vue de la géographie physique (Monreal, Esteribar, Ultzama…), mais sont bien inter-reliés avec elles au travers des déplacements quotidiens.

### Sources
- (es) Cet article est partiellement ou en totalité issu de l’article de Wikipédia en espagnol intitulé « Cuenca de Pamplona » (voir la liste des auteurs).